# Tabebuia roseo-alba
Espèce
Tabebuia roseo-alba est une espèce de plantes à fleurs de la famille des Bignoniaceae. C'est un arbre originaire des Cerrado et Pantanal au Brésil. Il est utilisé comme arbre d'ornement au Brésil et en Argentine en raison de son abondante floraison blanche ou rose.
Il peut atteindre 16 m de haut.

## Galerie

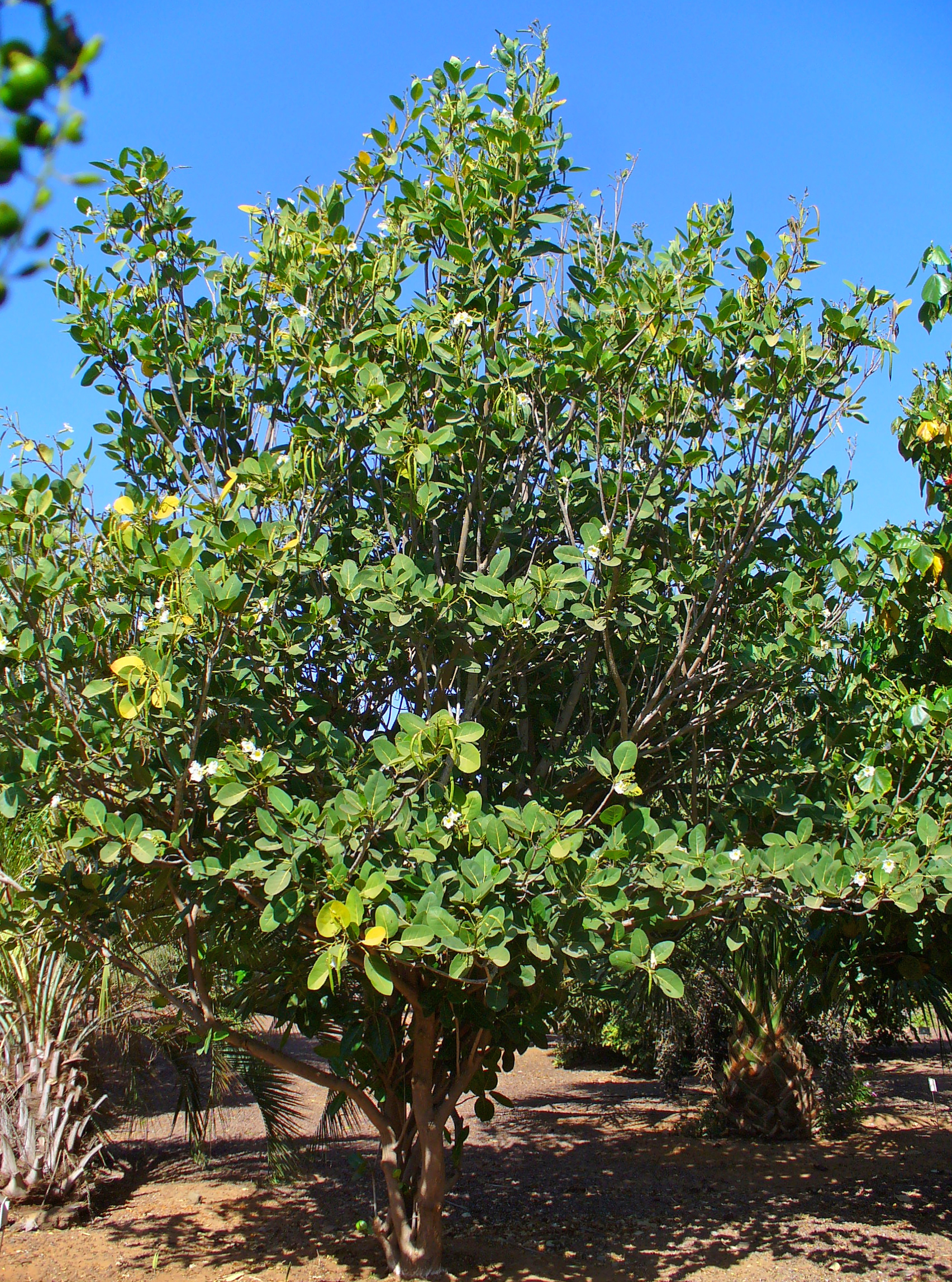
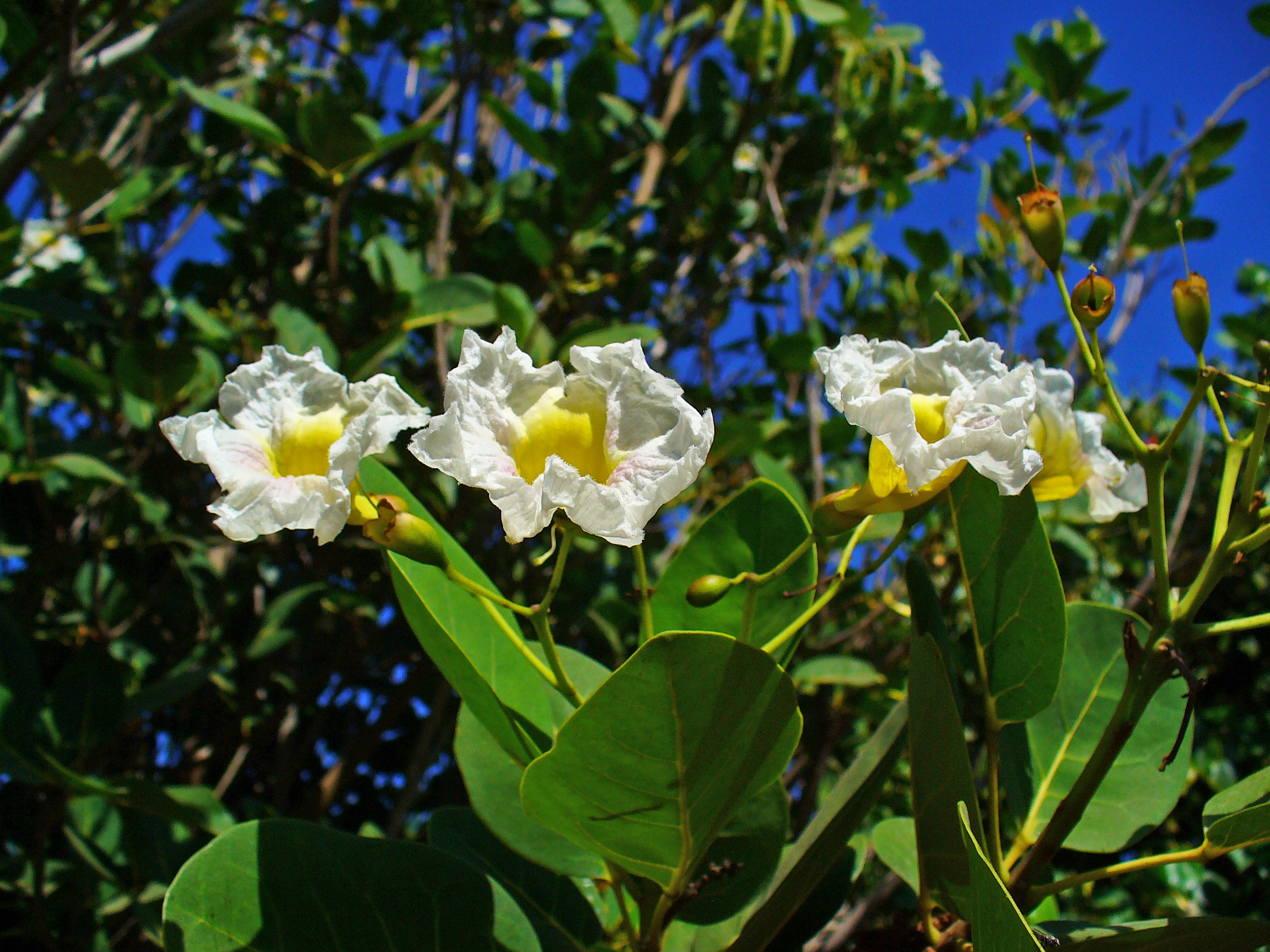
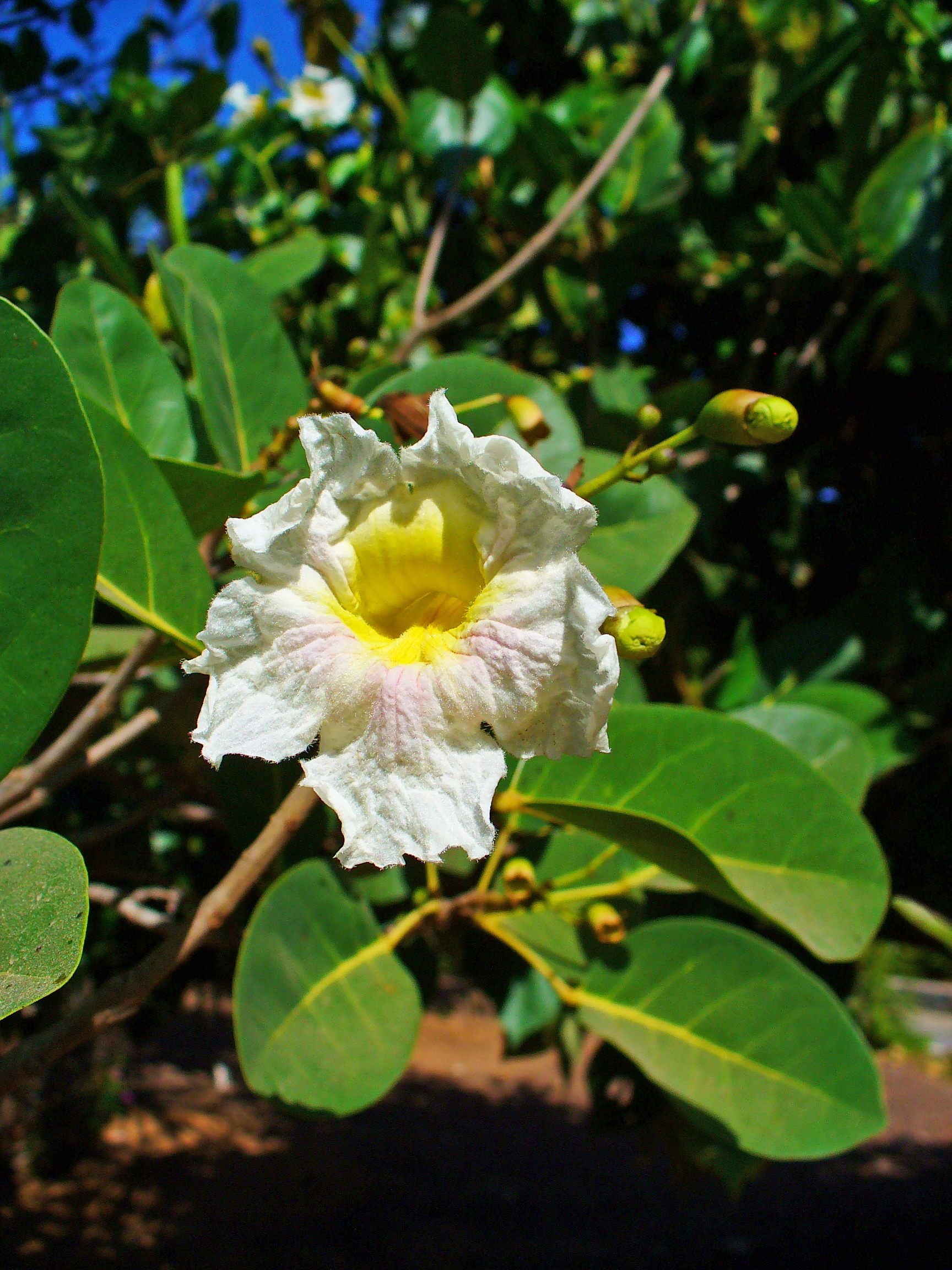
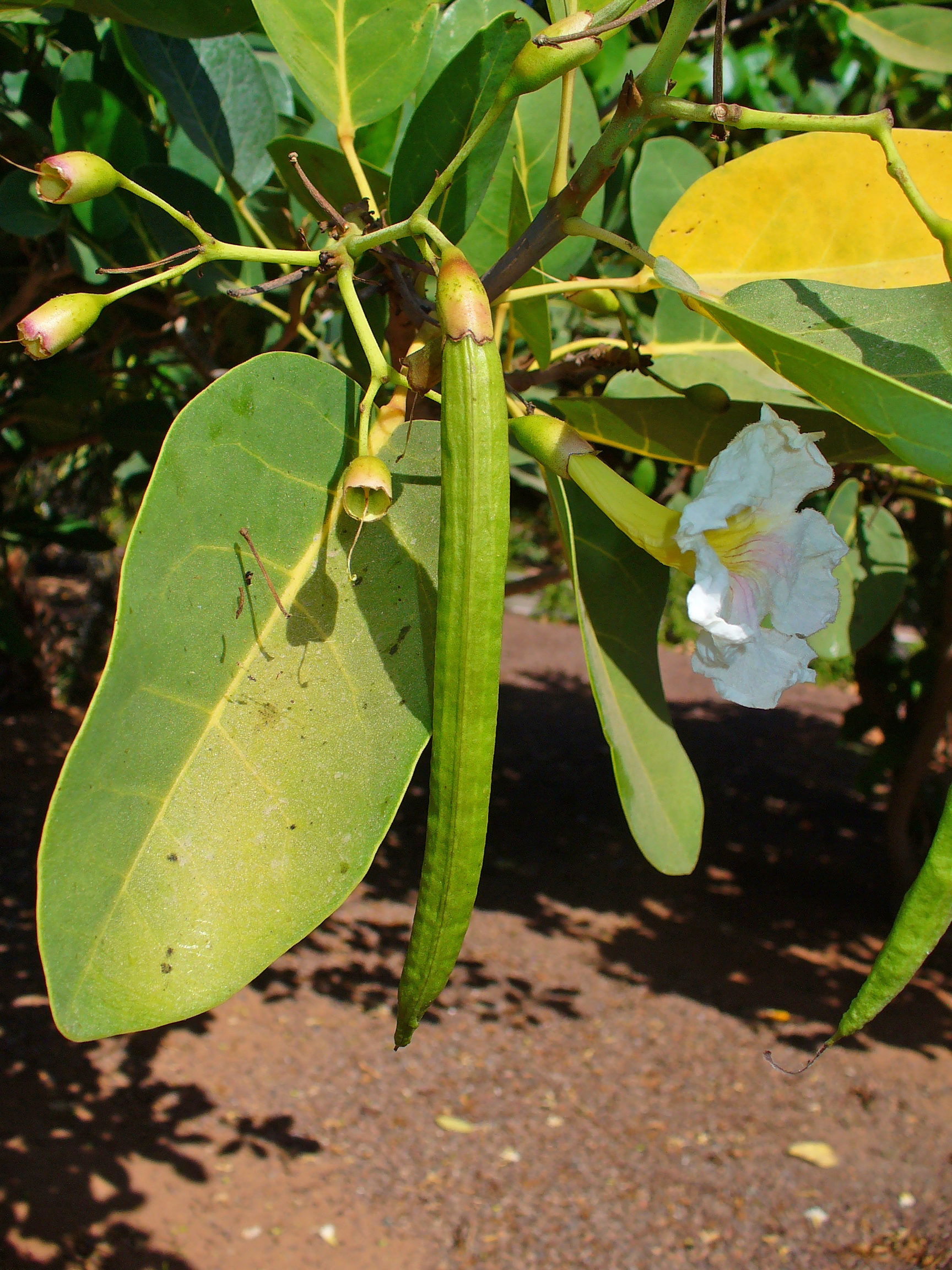

## Synonymes
- Bignonia roseo-alba Ridl.
- Handroanthus odontodiscus (Bureau & K. Schum.) Mattos
- Handroanthus odontodiscus var. violascens (Toledo) Mattos
- Handroanthus piutinga (Pilg.) Mattos
- Handroanthus roseo-albus (Ridl.) Mattos
- Tabebuia odontodiscus (Bureau & K. Schum.) Toledo
- Tabebuia odontodiscus var. violascens Toledo
- Tabebuia papyrophloios (K. Schum.) Melch.
- Tabebuia piutinga (Pilg.) Sandwith
- Tecoma mattogrossensis F. Kränzl.
- Tecoma odontodiscus Bureau & K. Schum.
- Tecoma odontodiscus var. paraguariensis Hassl.
- Tecoma papyrophloios K. Schum.
- Tecoma piutinga Pilg.
- Tecoma schumannii Kraenzl.